# Oxyporus ginkgonis
Oxyporus ginkgonis är en svampart som beskrevs av Y.C. Dai 2005. Oxyporus ginkgonis ingår i släktet Oxyporus, klassen Agaricomycetes, divisionen basidiesvampar och riket svampar.   Inga underarter finns listade i Catalogue of Life.